# 1988
أول يوم في عام 1988 هو يوم الجمعة.
سنة 1988 هي سنة كبيسة تبدأ يوم الجمعة وفق التقويم الجريجوري، وهي السنة رقم 1988 في الحقبة العامة، وبعد الميلاد. والسنة رقم 988 في الألفية الثانية، والسنة رقم 88 في القرن العشرين، والسنة رقم 9 في في عقد الثمانينات من القرن العشرين.
وسنة 1988 تكتب بالأرقام الرومانية MCMLXXXVIII وبذلك تكون صاحبة أكثر حروف رومانية في القرن العشرين.
وكانت سنة حاسمة في التاريخ المبكر للإنترنت، فهي السنة التي انتشر فيها فيروس الحاسوب الشهير بدودة موريس. وأنشأ فيها أول خط إنترنت عابر للقارات بين  الولايات المتحدة وأوروبا، وكذلك أنشأ أول بروتوكول دردشة عبر الإنترنت وهو إنترنت ريلي شات. ونوقشت لأول مرة فكرة الشبكة العنكبوتية العالمية في مختبر سيرن في عام 1988.
بدأ  الاتحاد السوفيتي يغير سياساته في اتجاه الاقتصاد المختلط في بداية عام 1988 وبدأ في التفكك التدريجي. وبدأ الستار الحديدي في الضعف عندما بدأت المجر في السماح للسفر نحو الغرب بشكل أكثر حرية.
واكتشف فيه أول كوكب خارج المجموعة الشمسية وهو كوكب الراعي Ab، وتأكد وجوده عام 2002، وبدأت منظمة الصحة العالمية مهمتها نحو استئصال مرض شلل الأطفال.

## أحداث

### يناير

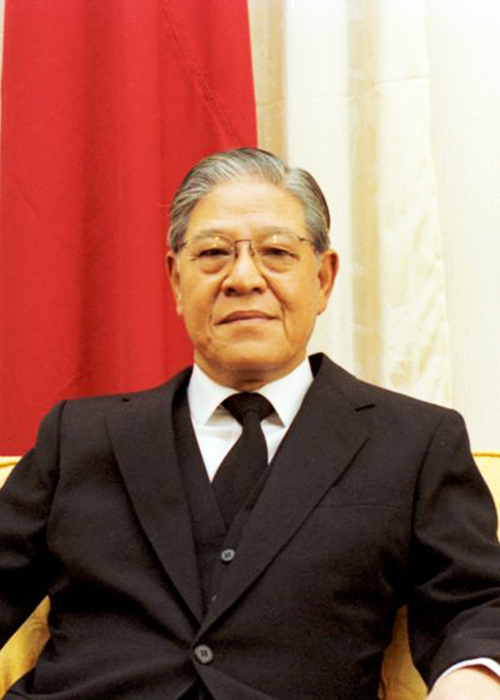
13 يناير - لي تنغ هوي يصبح رئيساً لجمهورية الصين الشعبية

- يناير – سفينة الشحن كيان سي تفرغ حمولتها المقدرة بحوالي 4000 طن من النفايات السامة في  هايتي، بعد تجوال في المحيط الأطلنطي لمدة ستة أشهر.
- 2 يناير –  الاتحاد السوفيتي يبدأ برنامج البيريسترويكا (إعادة الهيكلة) بتشريع قدمه الرئيس ميخائيل غورباتشوف (والذي أعلنه لأول مرة في مؤتمر الحزب الشيوعي السوفيتي عام 1985).
- 7 – 8 يناير – الحرب السوفيتية في أفغانستان: 39 جندي من قوات المظلات السوفيتية من فوج مظلات الحرس المستقل رقم 345، يصدون هجوماً شنه من 200 إلى 250 من المجاهدين في معركة عرفت بمعركة التل 3234، والتي حولت لاحقاً إلى فيلم روسي بعنوان «السرية التاسعة».
- 13 يناير – وفاة الرئيس الصيني تشيانغ تشينغ كو، ويتولى نائبه لي تنغ هوي منصب الرئيس خلفاً له.
- 15 يناير – اشتباك الشرطة الإسرائيلية ومتظاهرين فلسطينين عند قبة الصخرة، وإصابة حوالي 70 فلسطيني.
- 17 يناير – بدء بث المسلسل التلفزيوني الأسترالي الطويل «هوم أند أواي» Home and Away.
- 26 يناير – بدء عرض مسرحية «شبح الأوبرا» Phantom of the Opera وهي أطول مسرحية عرضاً في تاريخ مسارح برودواي في نيويورك.
- 28 يناير – ميلاد الإعلامية ياسمين عز

### فبراير

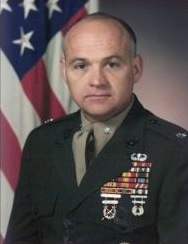
17 فبراير - اختطاف الكولونيل الأمريكي وليام هيغينز في لبنان أثناء مهمة للأمم المتحدة - وشنق عام 1990

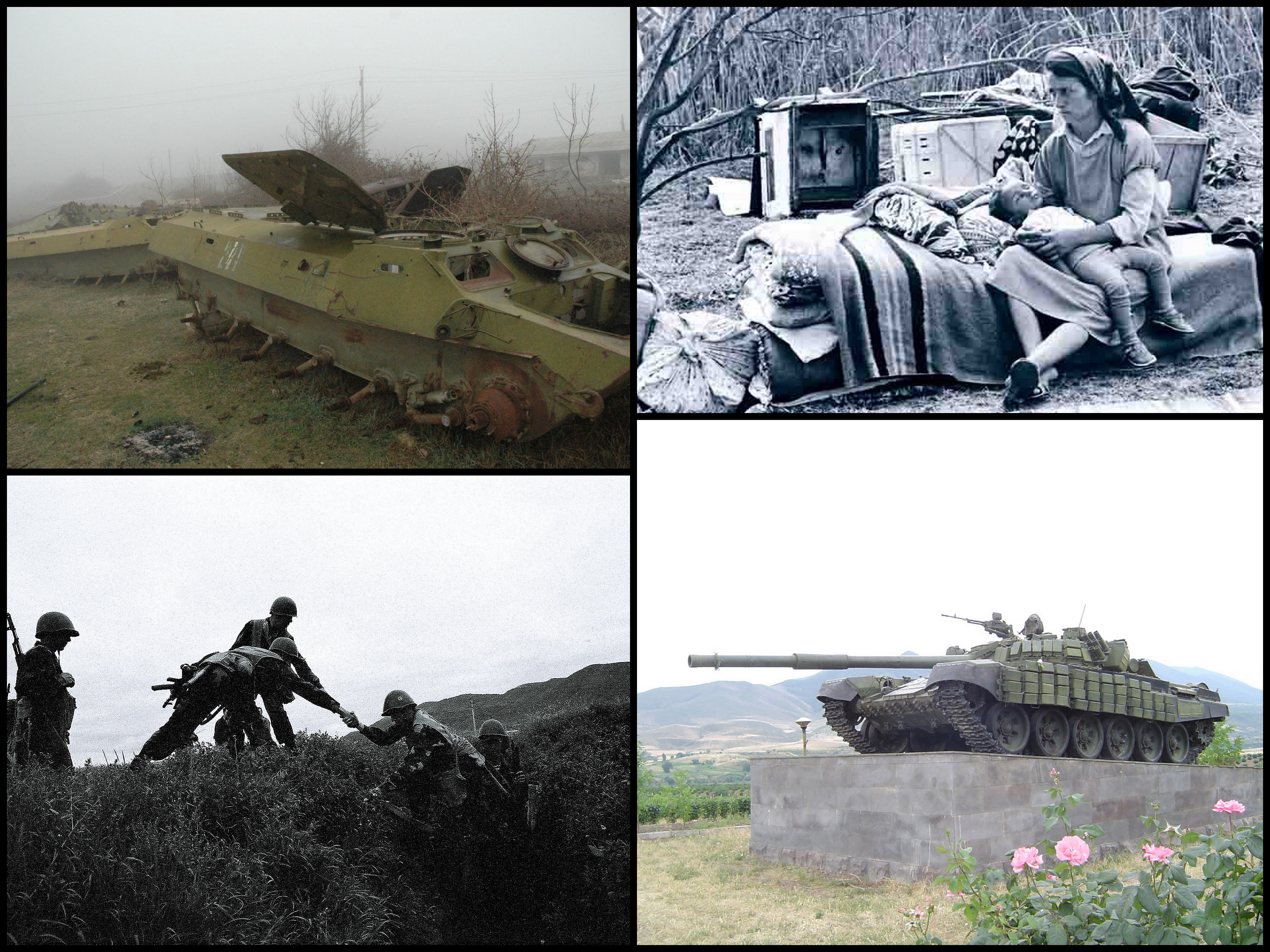
20 فبراير - بداية حرب مرتفعات قرة باغ بين أذربيجان وأرمينيا

- 3 فبراير – مجلس النواب الأمريكي ذو الأغلبية الديمقراطية يرفض طلب الرئيس الأمريكي رونالد ريغان بتقديم 36.25 مليون دولار لدعم حركة كونترا في  نيكاراغوا.
- 12 فبراير – الفرقاطة السوفيتية بيزافيتني تصدم عمداً السفينة الأمريكية يو إس إس يوركتاون في المياه الإقليمية السوفيتية، بعد أن ادعت السفينة الأمريكية حق المرور البريء.
- 13 – 28 فبراير – انعقاد الألعاب الأولمبية الشتوية لعام 1988 في كالغاري في ولاية ألبرتا في  كندا.
- 17 فبراير –
  - انفجار قنبلة أمام البنك الوطني الأول في أوشاكاتي في  ناميبيا، ومقتل 27 وإصابة 70.
  - اختطاف الكولونيل الأمريكي وليام هيغينز، أثناء خدمته في قوات تابعة للأمم المتحدة لمراقبة الهدنة في جنوب  لبنان. وقد قتله خاطفوه لاحقاً.
- 20 فبراير – بداية حرب مرتفعات قرة باغ والتي انتهت في 12 مايو 1994: أوبلاست ناغورنو كاراباخ يصوت لصالح الانفصال عن جمهورية أذربيجان السوفيتية الاشتراكية، وينضم إلى جمهورية أرمينيا السوفيتية الاشتراكية، وكان ذلك بمثابة إشعال حرب مرتفعات قرة باغ بين أذربيجان وأرمينيا.
- 25 فبراير – دستور الجمهورية السادسة في  كوريا الجنوبية يدخل حيز السريان.
- 27 – 29 فبراير – مذبحة للأرمن في مدينة سومقاييت في أذربيجان تستمر لمدة ثلاثة أيام، على يد مجموعات تابعة لحركة قرة باغ (وهي حركة قومية تدعو لاستقلال أذربيجان عن الاتحاد السوفيتي وإجلاء الأرمن من أذربيجان).
- 29 فبراير – اكتشاف وثيقة نازية تتضمن ضلوع كورت فالدهايم رئيس  النمسا الأسبق في عمليات الترحيل أثناء فترة الحرب العالمية الثانية.

### مارس

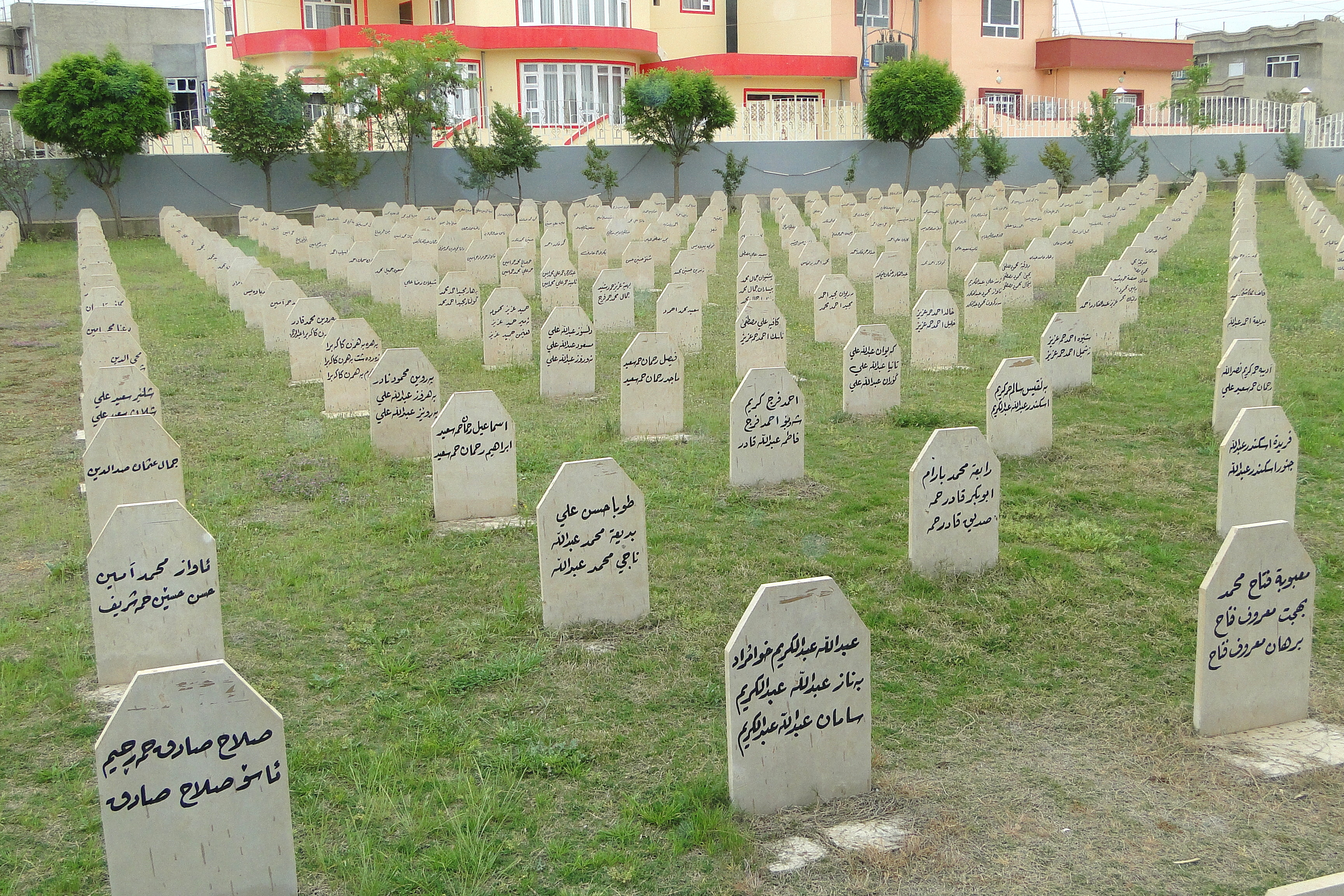
16 مارس - الهجوم الكيميائي على حلبجة - وفي الصورة مقبرة تضم رفات الضحايا من أهالي حلبجة

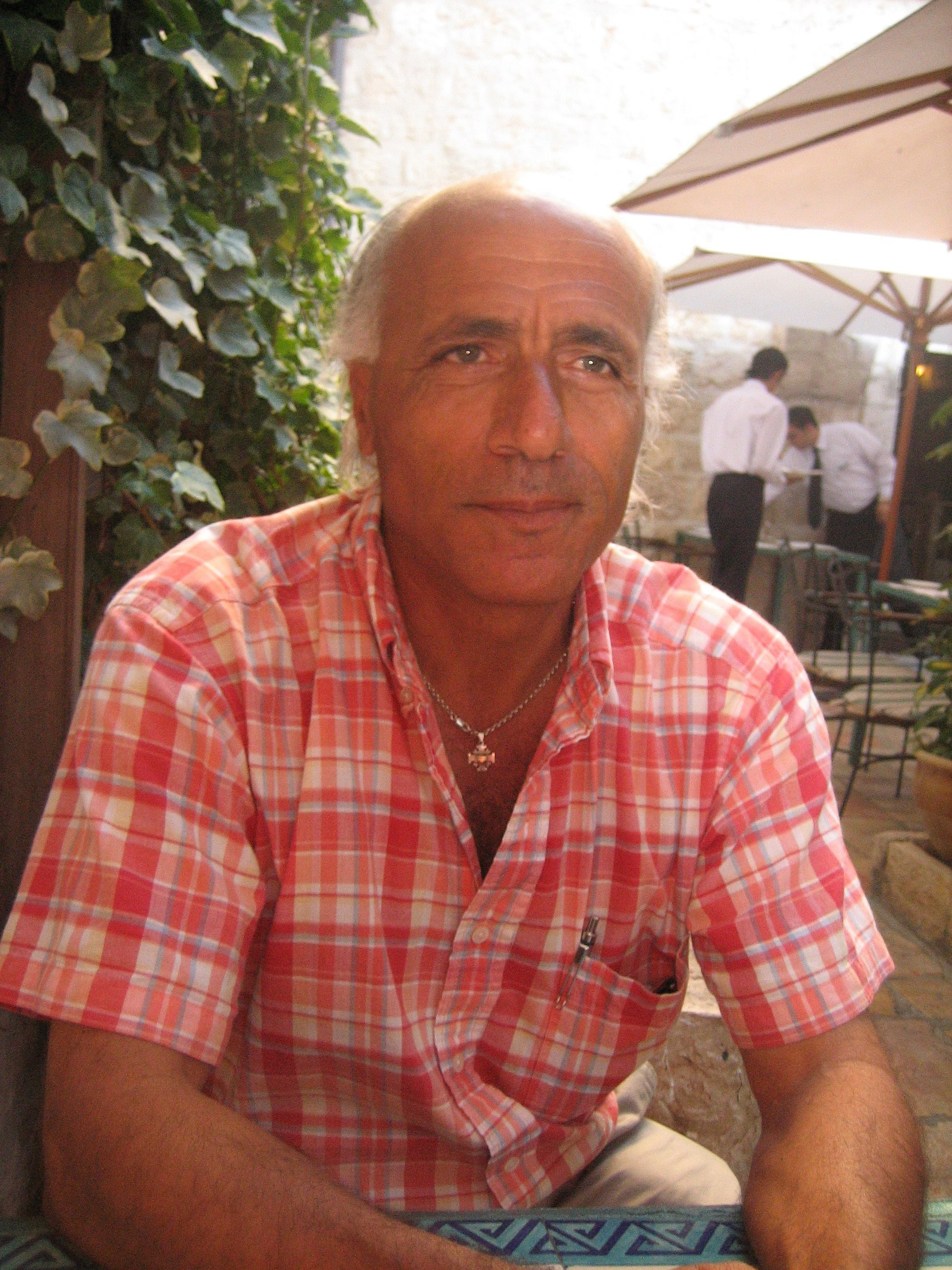
24 مارس - محكمة إسرائيلية تحكم على موردخاي فعنونو (في الصورة) بالسجن ثمانية عشر عاماً بتهمة الكشف عن البرنامج النووي الإسرائيلي

- 6 مارس – عملية فلافيوس: مجموعة من القوات الجوية الخاصة من الجيش البريطاني، تقتل بالرصاص ثلاثة أعضاء عزل ينتمون لوحدة خدمة نشطة في جبل طارق تابعة للجيش الجمهوري الأيرلندي الانفصالي.
- 13 مارس –
  -  اليابان - افتتاح حركة المرور في خط السكة الحديد في نفق سيكان البحري العابر أسفل مضيق تسوغارو يربط بين جزيرتي هونشو وهوكايدو بطول 53.85 كم، وكان أطول وأعمق نفق بحري في العالم حتى عام 2016.
- جامعة غالوديت وهي جامعة للصم في العاصمة واشنطن في  الولايات المتحدة، تنتخب آي كينغ جوردان كأول رئيس أصم في تاريخها. ويعتبر ذلك نقطة تحول في حركة الحقوق المدنية للصم.
- 16 مارس –
  - الهجوم الكيميائي على حلبجة في العراق، على يد القوات العراقية. ومقتل أكثر من 5500 من الأكراد العراقيين. وكان ذلك ضمن الحرب العراقية الإيرانية.
  - فضيحة إيران كونترا: توجيه اتهامات إلى كل من الكولونيل أوليفر نورث ونائب الأميرال جون بويندكستر، بالتآمر للاحتيال على الولايات المتحدة.
  - هجوم مقبرة ميلتون: مقتل ثلاثة وإصابة سبعين في هجوم نفذه مايكل ستون، على الحاضرين لجنازة عناصر الجيش الجمهوري الأيرلندي الثلاثة المقتولين في جبل طارق على يد عناصر الجيش البريطاني، في مقبرة ميلتون في بلفاست.
- 17 مارس –
  - طائرة الرحلة 410 التابعة لشركة أفيانكا في كولومبيا، وهي من نوع بيونغ 727، تتحطم على أحد الجبال القريبة من الحدود الفنزويلية ومقتل 143 شخص.
  - حرب الاستقلال الإريترية – معركة أفابت: إحدى وحدات القوات الإثيوبية في  إرتريا وهي وحدة ناديو، تتعرض للهجوم على ثلاث جهات على يد وحدات عسكرية تابعة للجبهة الشعبية لتحرير إريتريا.
- 19 مارس – عناصر تابعة للجيش الجمهوري الأيرلندي تخطف عريفين في الجيش البريطاني وتضربهما وتقتلهما بالرصاص بعد مشاركتهما في موكب الجنازة لعناصر الجيش الجمهوري الأيرلندي المقتولين في هجوم مقبرة ميلتون.
- 20 مارس – حرب الاستقلال الإريترية – بعد الانتصار على الإثيوبيين في معركة أفابت، قوات للجبهة الشعبية لتحرير إريتريا تدخل مدينة أفابت منتصرةً.
- 24 مارس –
  - محكمة إسرائيلية تحكم على موردخاي فعنونو بالسجن ثمانية عشر عاماً بتهمة الكشف عن البرنامج النووي الإسرائيلي صحيفة صانداي تايمز البريطانية.
  - افتتاح أول مطعم تابع لسلسة مطاعم ماكدونالدز في دولة شيوعية في بلغراد عاصمة  يوغوسلافيا. ولاحقاً سيفتتح مطعم آخر في 1989 في بودابست، وفي عام 1990 في موسكو وفي شنجن في  الصين.
- 25 مارس – مظاهرة الشموع في براتسلافا في  سلوفاكيا وهي أول مظاهرة شعبية في عقد الثمانينات ضد الحكم الاشتراكي في  تشيكوسلوفاكيا.
- 29 مارس – اغتيال دولسي سبتمبر عضو المؤتمر الوطني الأفريقي في باريس.

### أبريل

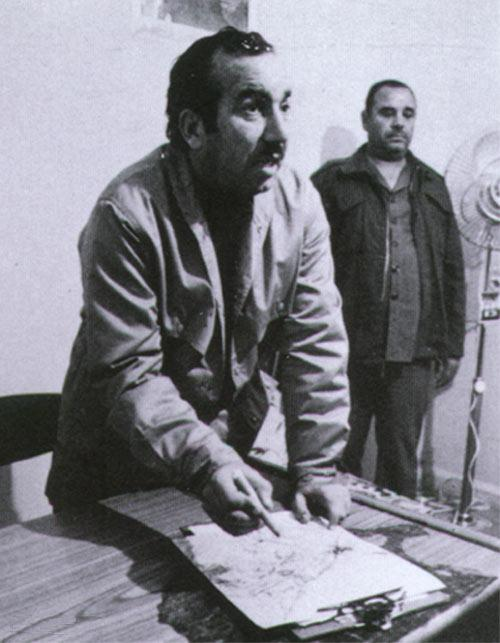
16 أبريل - إسرائيل تقتل أبو جهاد أحد قيادات حركة فتح

- 5 أبريل – طائرة الرحلة 422 التابعة للخطوط الجوية الكويتية تختطف في طريقها من بانكوك إلى الكويت. ويطالب الخاطفون بإطلاق سراح 17 من المسجونين الشيعة تحتجزهم الكويت. وترفض الكويت إطلاق سراحهم، ويستمر حصار الطائرة ثلاثة أيام في ثلاث دول. ومقتل اثنين من الركاب قبل نهاية الحصار.
- 10 أبريل –
  - كارثة مخيم أوجهري في إسلام أباد وراولبنديي.
  - افتتاح جسر سيتو أوهاشي في  اليابان.
- 14 أبريل –
  - في محادثات جينيف يتعهد الاتحاد السوفيتي بالانسحاب من أفغانستان.
  - السفينة الحربية الأمريكية يو إس إس سامويل بي روبرتس تنفجر بلغم بحري في الخليج العربي، أثناء عملية إيرنست ويل، خلال حرب الناقلات وهي جزء من الحرب العراقية الإيرانية.
- 16 أبريل –
  - القوات الخاصة الإسرائيلية تقتل أبو جهاد في تونس، وهو عضو منظمة التحرير الفلسطينية.
  - فورلي،  إيطاليا – الألوية الحمراء تقتل السناتور روبرتو روفيلي وهو مستشار رئيس الوزراء تشيرياكو دي ميتا.
- 17 أبريل - الموافق 1 رمضان 1408 هـ - معركة تحرير شبه جزيرة الفاو المعركة الفاصلة في الحرب العراقية الإيرانية.
- 18 أبريل – البحرية الأمريكية تنتقم للسفينة الحربية يو إس إس سامويل بي روبرتس التي انفجرت بلغم، بالعملية براينغ مانتيس، في يوم من الهجمات ضد منصات النفط والسفن الحربية الإيرانية.
- 20 أبريل – انتهاء أطول عملية اختطاف طائرة في التاريخ، حين أطلق المختطفون سراج باقي ركاب طائرة الرحلة رقم 422 التابعة للخطوط الجوية الكويتية.
- 22 أبريل – بدء احتجاز رهائن كهف أوفيا في جزر لوياليتي في كالدونيا الجديدة.
- 25 أبريل –  إسرائيل: الحكم بالإعدام على إيفان جون دميانيوك لارتكابه جرائم حرب أثناء الحرب العالمية الثانية. وقد اتهمه ناجون بأنه كان الحارس الشهير في معسكر إبادة تريبلنكا المعروف باسم «إيفان الرهيب». وهذا الحكم أسقطته المحكمة العليا الإسرئيلية.
- 28 أبريل – طائرة الرحلة 243 التابعة لشركة ألوها إيرلاينز تهبط بسلام بعد فقدها للسقف في الجو، مما تسبب بموت راكل واحد وإصابة 65.
- 30 أبريل – افتتاح المعرض العالمي رقم 88 في بريسبين في ولاية كوينزلاند في أستراليا.

### مايو

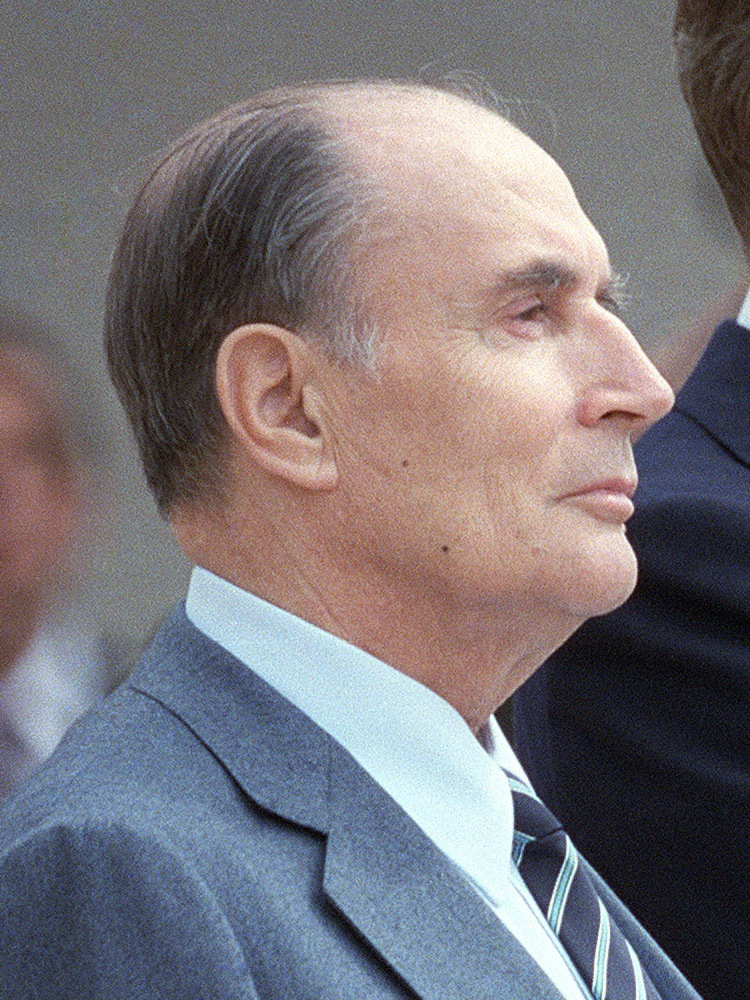
8 مايو - إعادة انتخاب الرئيس الفرنسي فرانسوا ميتران

- 4 مايو – كارثة بيبكون في هندرسون في ولاية نيفادا: انفجار ضخم في منشأة لتصنيع الصواريخ ذات الوقود الصبب، ويسبب أضراراً امتدت آثاره إلى حوالي 16 كم، ومن ضمنها مطار ماكاران الدولي في لاس فيغاس.
- 5 مايو – انتهاء أزمة رهائن كهف أوفيا في جزر لوياليتي في كاليدونيا الجديدة.
- 8 مايو – إعادة انتخاب الرئيس الفرنسي فرانسوا ميتران لمدة 7 سنوات.
- 15 مايو - الحرب السوفيتية في أفغانستان: الجيش السوفيتي يبدأ الانسحاب من أفغانستان بعد حرب استمرت ثماني سنوات.
- 16 – 18 مايو – مذبحة جيلجيت 1988: نظام ضياء الحق يقمع ثورة الشيعة في جليجيت في شمال باكستان.
- 26 مايو – أول قطار بندولينو في العالم يدخل الخدمة بالسرعة القصوى في إيطاليا.
- 31 مايو – الرئيس الأمريكي رونالد ريغان يخطب في 600 طالب في جامعة موسكو الحكومية أثناء زيارته للاتحاد السوفيتي.

### يونيو
- 10 – 14 يونيو – مظاهرات ليلية بالغناء تقدر بـ 100 ألف شخص في جمهورية إستونيا الاشتراكية السوفيتية، فيما يطلق عليه ثورة الغناء.
- 10 – 25 يونيو –  ألمانيا الغربية تستضيف كأس الأمم الأوروبية والتي فازت بها  هولندا.
- 11 يونيو – ستاد ويمبلي يستضيف حفلاً أحياه نجوم في الموسيقى والكوميديا والسينما، احتفالاً بعيد الميلاد السبعين للزعيم الجنوب أفريقي السجين نيلسون مانديلا.
- 14 يونيو – حريق صغير يندلع في مونتانا شمال الحدود مع متنزه يلوستون الوطني. ويتسع الحريق عن طريق الرياح ليمتد إلى الحديقة ويتحد مع حرائق جفاف أخرى. وتكون حصيلة الخسائر 3000 كم مربع من متنزه يلوستون أي بنسبة 36% من مساحة الحديقة، قبل أن تتم السيطرة على الحرائق في سبتمبر التالي.
- 23 يونيو – جيمس هانسن العالم في وكالة ناسا الأمريكية يشهد في الكونغرس الأمريكي أن البشر قد تسببوا ببدء احتباس حراري عالمي.
- 25 يونيو - منتخب هولندا هزم الاتحاد السوفييتي 2-0 ليفوز بـكأس أمم أوروبا 88.
- 27 يونيو – حادثة قطار محطة ليون في باريس في  فرنسا، حين اصطدم قطار إلكتروني داخل إلى المحطة بقطار متوقف في مكان التخزين، ومقتل 56 وإصابة 57.
- 30 يونيو –مارسيل يفبفر كبير أساقفة في الكنيسة الكاثوليكية الرومانية يرسم أربعة أساقفة في إيكون في سويسرا تابعين لرسوليته، مع الأسقف أنتوني ودي كاسترو، بدون تفويض بابوي.

### 1 يوليو

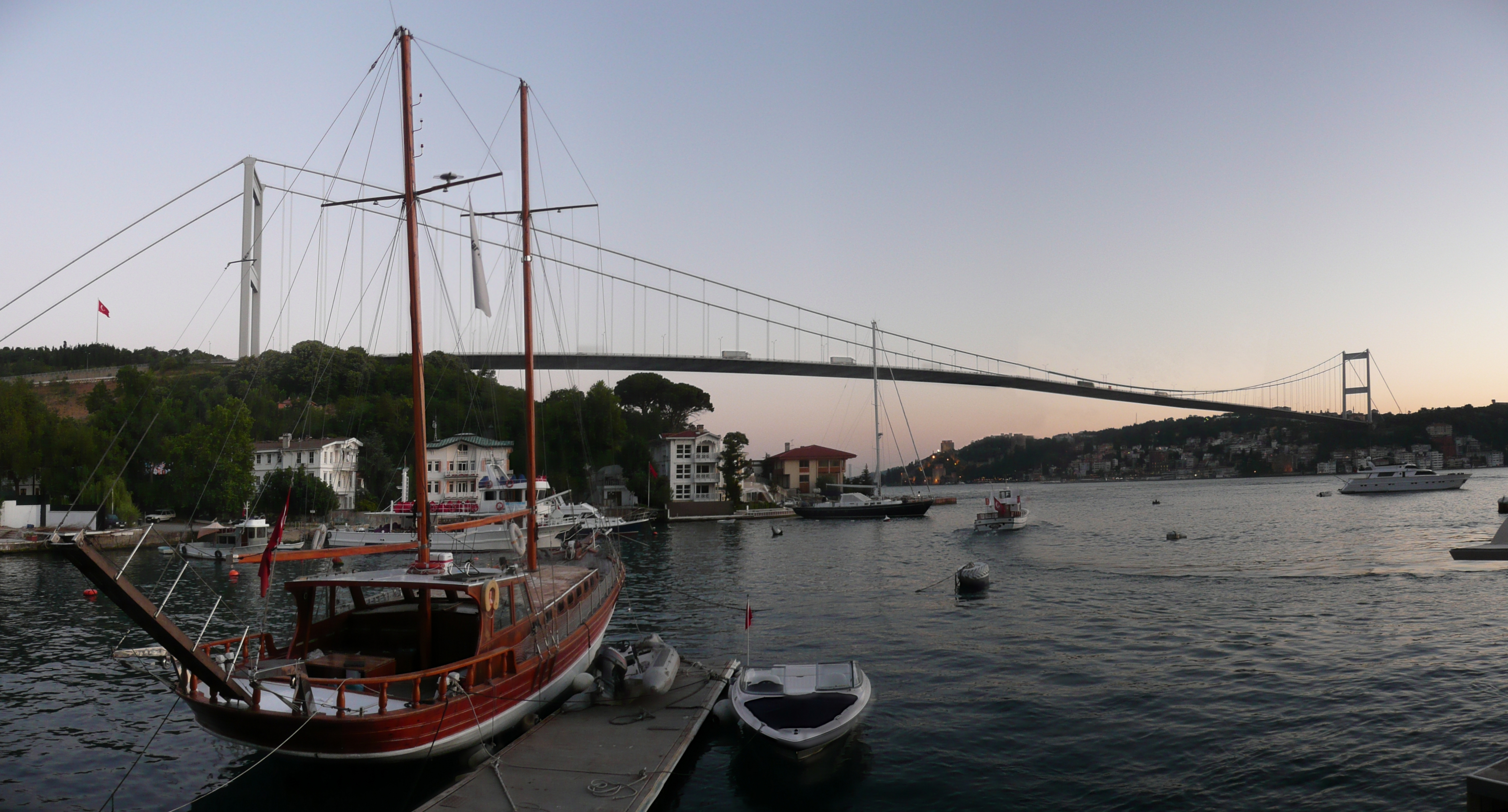
3 يوليو - الانتهاء من جسر السلطان محمد الفاتح الذي يربط بين أوروبا وآسيا

- 1 يوليو – الاتحاد السوفيتي يصوت لصالح إنهاء احتكار الحزب الشيوعي على السلطة السياسية والسلطات الغير سياسية الأخرى والاتجاه نحو اقتصاد أكثر بعداً عن الاقتصاد الماركسي اللينيني.
- 3 يوليو –
  - الانتهاء من جسر السلطان محمد الفاتح في إسطنبول في  تركيا ويكون ثاني جسر بين قارتي أوروبا وآسيا عبر مضيق البوسفور.
  - طائرة الرحلة 655 التابعة للخطوط الإيرانية تسقط بصاروخ أطلق من السفينة الأمريكية يو إس إس فينسينيس، ومقتل جميع ركابها وعددهم 290 شخص.
  - 6 يوليو –
  - انفجارات وحرائق تدمر منصة إنتاج النفط بايبر ألفا في بحر الشمال مقتل 165 من عمال النفط وإنقاذ اثنان من جنود البحرية ونجاة 61 عاملاً.
  - مد الحقن: تسجيل أول نفايات طبية على شواطئ منطقة نيويورك الكبرى (وفيها إبر حقن وحقن من المحتمل تلوثها بفيروس الإيدز) تزحف على الشواطئ في لونغ آيلند. واكتشاف نفايات طبية مماثلة في شواطئ كوني آيلند في بروكلين وفي مقاطعة مونماوث في نيوجرسي، يتطلب إغلاق الكثير من الشواطئ في منطقة نيويورك، في فصل صيف سجل رقماً قياسياً في الحرارة في شمال شرق أمريكا.
- 31 يوليو – مقتل 31 شخصاً وإصابة 1674 آخر في انهيار محطة وصول العبارة (السلطان عبد الحليم) في باتروورث في  ماليزيا.

### أغسطس
- 5 أغسطس –

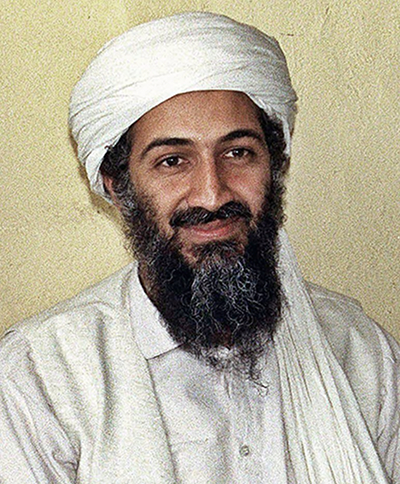
11 أغسطس - أسامة بن لادن يؤسس تنظيم القاعدة

  - مقتل عارف حسين الحسيني زعيم الشعية في باكستان، بإطلاق الرصاص في مدينة بيشاور.
  - الأزمة الدستورية في ماليزيا تنتهي بإقالة رئيس المحكمة الدستورية الماليزية صالح عباس.
- 6 – 7 أغسطس – أعمال شغب حديقة ميدان تومبكنز سكوير في نيويورك: اندلاع الشغب أُثناء محاولة الشرطة فرض حظر التجول في الحديقة واعتقال مقيمين ومشردين وفنانين وناشطين سياسيين.
- 8 أغسطس –
  - * 8 أغسطس - الرئيس العراقي صدام حسين يعلن وقف إطلاق النار وبدء المحادثات مع إيران لإنهاء الحرب العراقية الإيرانية.
  - مقتل الآلاف من المتظاهرين في بورما (المعروفة حالياً باسم ميانمار) في تظاهرات ضد الحكومة، فيما عرف بانتفاضة 8888.
- 11 أغسطس – أسامة بن لادن يؤسس تنظيم القاعدة.
- 17 أغسطس – مقتل الرئيس الباكستاني محمد ضياء الحق والسفير الأمريكي لباكستان أرنولد لويس إفيل، في تحطم طائرة قرب باهاوالبور.
- 19 أغسطس – بدء الهدنة في الحرب العراقية الإيرانية.
- 20 أغسطس – انتهاء الحرب العراقية الإيرانية المعروفة بحرب الخليج الأولى والتي بدأت في 22 سبتمبر، والتي بلغت خسائرها البشرية حوالي مليون إنسان.
- 21 أغسطس – زلزال بقوة 6.9 درجة يضرب الحدود بين نيبال والهند، ومقتل ما بين 709 إلى 1450 وإصابة الآلاف.
- 28 أغسطس – 28 أغسطس – أسوأ حادثة طيران استعراضي في تاريخ ألمانيا: مقتل 75 شخص وإصابة 346 أثناء حفل طيران استعراضي في قاعدة رامشتاين الجوية، حين اصطدمت ثلاث طائرات تابعة للفريق الإيطالي فريتشي تريكولوري، وسقطت إحدى الطائرات على حشد المتفرجين.

### سبتمبر

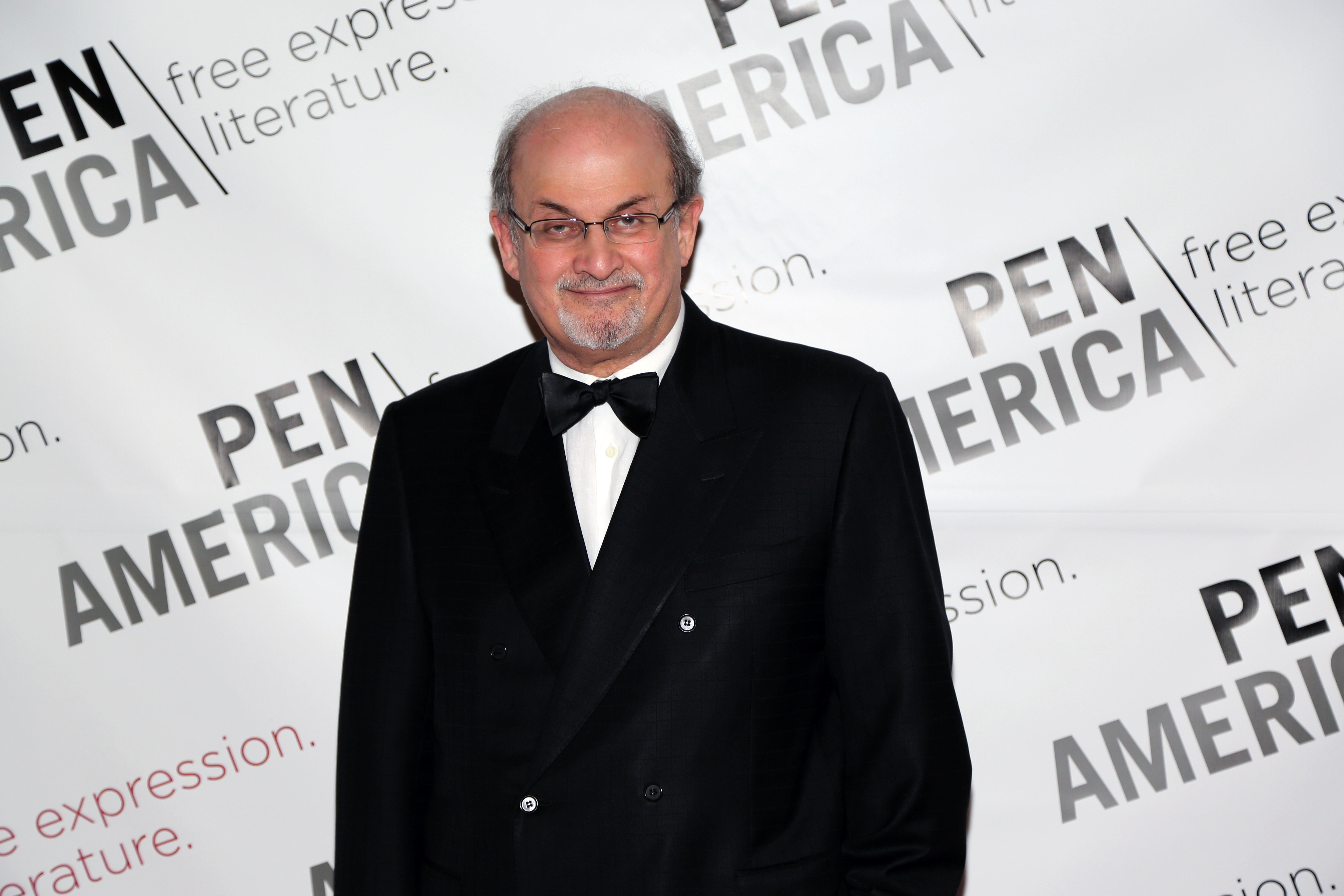
26 سبتمبر - صدور رواية آيات شيطانية للكاتب سلمان رشدي (في الصورة) في لندن

- 5 سبتمبر – بمساعدة فدرالية تقدر بـ 2 مليار دولار أمريكي توافق مجموعة روبرت إم باس على شراء عملاق التوفير الأمريكي وهو اتحاد التوفير والقروض الأمريكي.
- 11 سبتمبر – ثورة الغناء: 300 ألف شخص يتظاهرون في  إستونيا إحدى جمهوريات الاتحاد السوفيتي، من أجل الاستقلال.
- 12 سبتمبر – الإعصار جلبرت يجتاح  جامايكا، ثم يتحول بعد يومين إلى شبه جزيرة يوكاتان المكسيكية، ويتسبب بخسائر قدرها 5 مليارات دولار أمريكي.
- 17 سبتمبر – 2 أكتوبر – انعقاد الألعاب الأولمبية الصيفية في سيول عاصمة  كوريا الجنوبية.
- 26 سبتمبر - صدور رواية آيات شيطانية للكاتب سلمان رشدي في لندن، والتي أثارت جدلاً واسعاً في العالم الإسلامي، وتهديدات بالقتل للمؤلف.
- 29 سبتمبر – ناسا تستأنف رحلاتها بإرسال مكوك الفضاء ديسكفري، وذلك بعد فترة من التوقف بعد كارثة مكوك الفضاء تشالنجر.

### أكتوبر
- 5 أكتوبر –

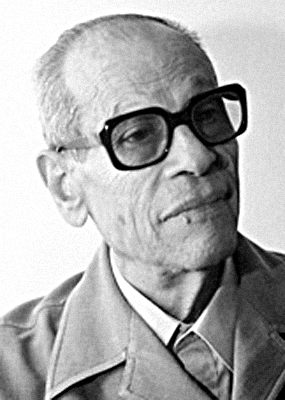
13 أكتوبر - الأديب المصري نجيب محفوظ يفوز بجائزة نوبل في الأدب

  - مظاهرات وأعمال شغب كثيرة في الجزائر ضد حكومة جبهة التحرير الوطني - حتى 10 أكتوبر الجيش قتل حوالي 500 شخص من القائمين على أعمال الشغب.
  - ديكتاتور تشيلي أوغوستو بينوشيه يخسر في استفتاء بقاءه في الحكم، ويتخلى عن السلطة في عام 1990.
- 12 أكتوبر – مذبحة بيرشاندرا مانو في تريبورا في  الهند.
- 13 أكتوبر - الكاتب المصري نجيب محفوظ يحصل على جائزة نوبل للآداب.
- 19 أكتوبر – المملكة المتحدة يفرض الحظر على عقد لقاءات تلفزيونية مع أعضاء الجيش الجمهوري الأيرلندي. وتتحايل الـ بي بي سي على ذلك باستخدام ممثلين محترفين.
- 27 أكتوبر – رونالد ريغان يقرر هدم مقر سفارة الولايات المتحدة الأمريكية في موسكو بسبب اكتشاف أجهزة تنصت سوفيتية في هيكل المبنى.
- 28 أكتوبر – الإجهاض: بعد أربع وعشرين ساعة من الإعلان عن تخليها عن إنتاج عقار ميفيبريستون (عقار للإجهاض)، شركة الدواء روسل أوكلاف تصرح أنها ستستأنف توزيعه.
- 29 أكتوبر – الجنرال الباكستاني رحيم الدين خان يستقيل من منصبه كحاكم ولاية السند، بعد محاولات الرئيس الباكستاني غلام إسحاق خان، للحد من سلطات الجنرال رحيم الدين.
- 30 أكتوبر – تفجير حافلة في أريحا: مقتل 5 إسرائيلين وإصابة خمسة آخرين في هجوم فلسطيني في الضفة الغربية.

### نوفمبر

8 نوفمبر - انتخاب جورج بوش الأب رئيساً للولايات المتحدة الأمريكية

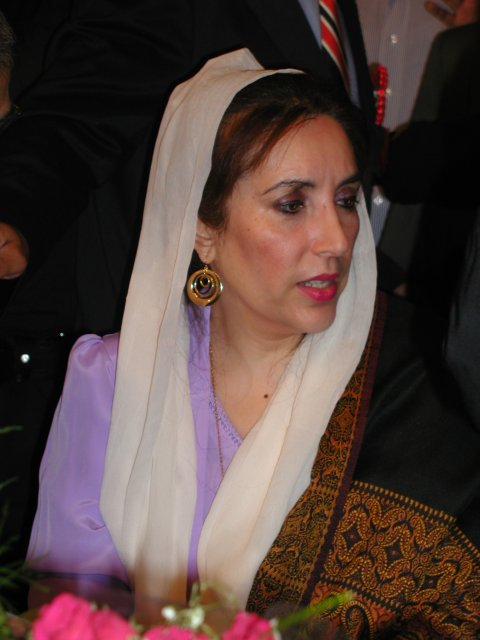
16 نوفمبر - انتخاب بنظير بوتو رئيسةً لوزراء باكستان، وتكون أول رئيسة وزراء في دولة إسلامية

- 2 نوفمبر – دودة موريس (أول دودة حاسوب) تنتشر عبر الإنترنت، وقد كتبها روبرت تابان موريس، وأطلقها من معهد ماساشوستس للتكنولوجيا في  الولايات المتحدة.
- 3 نوفمبر – مرتزقة تاميل من سريلانكا يحاولون الإطاحة بحكومة المالديف. وبطلب من الرئيس مأمون عبد القيوم يقوم الجيش الهندي محاولة الانقلاب تلك في 24 ساعة.
- 8 نوفمبر – انتخاب جورج بوش الأب رئيساً للولايات المتحدة الأمريكية.
- 10 نوفمبر – القوات الجوية الأمريكية تعترف بوجود طائرة التجسس لوكهيد إف 117 نايتهوك خلال مؤتمر صحفي في البنتاجون.
- 15 نوفمبر –
  - انهيار تلسكوب غرين بانك الذي يبلغ ارتفاعه 300 قدم، في غرين بانك في ولاية فيرجينيا الغربية.
  - الاتحاد السوفيتي يطلق مكوك الفضاء الغير مأهول بوران على صاروخ إينرجيا، في رحلته الأولى إلى الفضاء (وهو أول وآخر رحلة لذلك المكوك).
  - الصراع الفلسطيني الإسرائيلي: المجلس الوطني الفلسطيني يعلن قيام دولة فلسطين في اجتماع له في الجزائر، بنتيجة تصويت 253 إلى 46.
- 16 نوفمبر –
  - ثورة الغناء – المجلس السوفيتي الأعلى لجمهورية إستونيا الاشتراكية السوفيتية يقر إعلان سيادة إستونيا، والذي يتضمن أولوية قوانين إستونيا على قوانين الاتحاد السوفيتي. والاتحاد السوفيتي يعلن عدم دستورية هذا الإجراء في 26 نوفمبر. وهذا أول إعلان سيادة تصدره أول جمهورية تابعة للاتحاد السوفيتي في الكتلة الشرقية.
  - انتخاب بنظير بوتو رئيسةً للوزراء في  باكستان، في أول انتخاب مفتوح منذ أكثر من عقد. وعقدت الانتخابات في موعدها المقرر رغم وفاة رئيس الدولة محمد ضياء الحق في أغسطس الماضي.
- 22 نوفمبر - الإعلان عن النموذج الأولي لقاذفة القنابل المتسللة بي 2 سبيريت في بالمديل في كاليفورنيا.
- 23 نوفمبر – الرئيس الكوري السابق تشون دو هوان يعلن اعتذاره العلني عن الفساد أثناء رئاسته، معلناً أنه سيذهب إلى المنفى.

### ديسمبر
- 1 ديسمبر –
  - كارلوس ساليناس دي غورتاري يتسلم منصبه رئيساً للمكسيك.
  - أول يوم عالمي للإيدز.
- 2 ديسمبر –
  - بنظير بوتو تؤدي القسم رئيسةً للوزراء في  باكستان، لتصبح أول امرأة ترأس حكومة في دولة إسلامية.
  - إعصار في  بنغلاديش يتسبب في تشريد 5 ملايين إنسان وآلاف القتلى.
- 6 ديسمبر – إعطاء الحكم الذاتي لإقليم العاصمة الأسترالية.
- 7 ديسمبر –
  - زالزال بقوة 6.8 درجة يضرب أرمينيا التابعة للاتحاد السوفيتي، ويقتل حوالي 25 ألف إنسان، ويجرح 31 ألفاً ويشرد 400 ألفاً.
  - ثورة الغناء – اللغة الإستونية تحل محل اللغة الروسية كلغة رسمية لجمهورية إستونيا الاشتراكية السوفيتية.
- 12 ديسمبر – حادثة اصطدام قطار في تقاطع كلابهام في لندن تقتل 35 وتجرح 132.
- 16 ديسمبر – إدانة المرشح الرئاسي الأمريكي ليندون لاروش بتهمة التزوير البريدي.
- 20 ديسمبر – توقيع اتفاقية الأمم المتحدة ضد الاتجار غير المشروع في المخدرات والمؤثرات العقلية في فيينا.
- 21 ديسمبر –
  - تفجير طائرة بان إم الرحلة 103 فوق قرية لوكربي في سكوتلاندا، ومقتل 270 شخصاً. وتوجه أصابع الاتهام إلى أفراد ليبيين.
  - بنك دريكسل بيرنهام لامبرت (والذي كان خامس أكبر بنك استثماري في الولايات المتحدة) يوافق على الإقرار بالذنب في تهم الاحتيال في المعاملات الداخلية ويدفع غرامات قدرها 650 مليون دولار أمريكي.
- 22 ديسمبر – اغتيال البرازيلي شيكو مينديز النقابي والناشط في مجال الدفاع عن البيئة وعن أشجار الأمازون.

### بلا تاريخ محدد
- اكتمال مد خط الهاتف العابر للأطلنطي المصنوع من ألياف بصرية، والمعروف باسم تي إيه تي 8. ويمثل هذا نقلة نوعية نحو توصيل الإنترنت بين أمريكا الشمالية وأوروبا.
- قرب نهاية العام، يتم توصيل خط الإنترنت الأول والرسمي بين برينستون في ولاية نيوجرسي الأمريكية، وبين ستوكهولم في  السويد في أوروبا.
- تيم بيرنيز لي يبدأ مناقشة خطط تتعلق بما أصبح الشبكة العنكبوتية العالمية، وذلك في مختبر سيرن.
- جفاف عام 1988 في  الولايات المتحدة يسبب أضراراً في ولايات عديدة، ويؤثر اقتصادياً على الولايات المتحدة ويسبب دماراً قدره 60 مليار دولار أمريكي. وتعاني مناطق عديدة في هذه الظروف. وتسبب موجات الحر وفيات تتراوح بين 4800 إلى 17000 حالة وفاة، وتحرق المناطق عديدة في الولايات المتحدة خلال عام 1988.
- المافيا الروسية تبدأ في الانتشار مع التدهور في الاتحاد السوفيتي.
- تأسيس الحزب الشيوعي البريطاني على يد المنشقين من مجموعة الجناح الماركسي اللينيني من الحزب الشيوعي لبريطانيا العظمى، بعدما تبنت قيادته الشيوعية الأوروبية.
- تأسيس شركة بلاك روك كشركة إدارة أصول عالمية في نيويورك، على يد لاري فينك وآخرين، وستصبح لاحقاً أكبر شركة من نوعها في العالم.

## مواليد

### يناير
- 1 يناير -
  - أنس الشغري، لاعب كرة قدم سوري
  - حسين رحال، لاعب كرة قدم سوري
  - غدير الشعشاع، ممثلة سورية
- 2 يناير - ساتومي أكيساكا، ممثلة ومؤدية أصوات يابانية
- 3 يناير - 
  - كازوتومي ياماموتو، ممثل ومطرب ياباني
  - جون أوياما، لاعب كرة قدم ياباني
- 5 يناير - محمد الرمضان، ممثل كويتي
- 6 يناير - ماسارو سايتو، لاعب كرة قاعدة ياباني
- 6 يناير - هيرونوري إيشيكاوا، لاعب كرة قدم ياباني
- 6 يناير - مصطفى النكدلي، مصارع سوري
- 8 يناير - ريويتشي دوغاكو، لاعب كرة قدم ياباني
- 12 يناير - ماساتاكا تامورا، لاعب كرة قدم ياباني
- 13 يناير - كازوشي ميتسوهيرا، لاعب كرة قدم ياباني
- 14 يناير - تاتسويا أراي، لاعب كرة قدم ياباني
- 14 يناير - هيروكي ناراباياشي، لاعب كرة قدم ياباني
- 15 يناير - هالة الصباغ، مغنية سورية
- 15 يناير - تامر رشيد، لاعب كرة قدم سوري
- 15 يناير - خالد أل صالح، لاعب كرة قدم سوري
- 19 يناير - كينتا كوماتسو، لاعب كرة قدم ياباني
- 20 يناير - محمود اليوسف ديب، لاعب كرة قدم سوري
- 21 يناير - كيايا ناكانو، لاعب كرة قدم ياباني
- 21 يناير - محمد الحسن، لاعب كرة قدم سوري
- 21 يناير - ياسمين صبري، ممثلة وعارضة أزياء مصرية
- 28 يناير - ياسمين عز، مذيعة مصرية
- 28 يناير - شوجو ساكاي، لاعب كرة قدم ياباني
- 28 يناير - علاء علي، لاعب كرة قدم مصري
- 29 يناير - ريوجيرو يويدا، لاعب كرة قدم ياباني

### فبراير
- 5 فبراير - تسويوشي ساتو، لاعب كرة قدم ياباني
- 6 فبراير - ريويكي كأوزاوا، لاعب كرة قدم ياباني
- 7 فبراير - آي كاغو، ممثلة ومغنية يابانية
- 7 فبراير - ريوتا ساساكي، لاعب كرة قدم ياباني
- 8 فبراير - نادين ويلسون، ممثلة وعارضة أزياء لبنانية
- 8 فبراير - شجون الهاجري، ممثلة ومذيعة كويتية
- 8 فبراير - نازومي ساساكي، ممثلة يابانية
- 8 فبراير - كوكي إيتو، ملاكم ياباني
- 10 فبراير - هيبيكو يامامورا، مؤدية أصوات يابانية
- 13 فبراير - يوكي ساتو، لاعب كرة قدم ياباني
- 15 فبراير - أكيرا أكاو، لاعب كرة قدم ياباني
- 15 فبراير - تاكاشي كينيتشي، لاعب كرة قدم ياباني
- 17 فبراير - مانابو مينامي، لاعب كرة قدم ياباني
- 19 فبراير - ميو إيرينو، ممثل ومؤدي أصوات ياباني
- 20 فبراير - جيا خان، ممثلة هندية
- 22 فبراير - كوهي كيياما، لاعب كرة قدم ياباني
- 23 فبراير - زبن الخوالدة، لاعب كرة قدم أردني
- 25 فبراير - ريه ماتسوموتو، لاعب كرة قدم ياباني
- 26 فبراير - أنتونيلا روكوزو ،  عارضة أزياء أرجنتينية.
- 29 فبراير - تاتسويا سوزوكي، لاعب كرة قدم ياباني

### مارس
- 7 مارس - إيمان الحسيني، ممثلة بحرينية
- 8 مارس - راية زين الدين، لاعبة رماية سورية
- 9 مارس - هيكارو أوزاوا، لاعب كرة قدم ياباني
- 15 مارس - شوجو يكي، لاعب كرة قدم ياباني
- 15 مارس - شون تاناكا، لاعب كرة قدم ياباني
- 16 مارس - أزوسا كاتاوكا، ممثلة ومؤدية أصوات يابانية
- 17 مارس - روبين عيسى، ممثلة سورية
- 17 مارس - هيروكي إبيساوا، لاعب كرة قدم ياباني
- 23 مارس - تومويا وغاجي، لاعب كرة قدم ياباني
- 25 مارس - تومويا كوماجاي، لاعب كرة قدم ياباني
- 26 مارس - تاتسويا موراي، لاعب كرة قدم ياباني
- 27 مارس - أتسوتو أوتشيدا، لاعب كرة قدم ياباني

### أبريل
- 1 أبريل - حمدي المرغني، ممثل مصري
- 1 أبريل - روعة السعدي، ممثلة سورية من أصل فلسطيني
- 2 أبريل - شو أوكوبو، لاعب كرة قدم ياباني
- 3 أبريل - تامر حاج محمد، لاعب كرة قدم سوري
- 4 أبريل - محمد العربي طرقان، ملحن ومغني سوري
- 4 أبريل - شونسوكي يويدا، لاعب كرة قدم ياباني
- 6 أبريل - محمد عفا الرفاعي، لاعب كرة قدم سوري
- 7 أبريل - تاكايوكي تادا، لاعب كرة قدم ياباني
- 7 أبريل - ياسوشي إندو، لاعب كرة قدم ياباني
- 7 أبريل - يوسوكي سايتو، لاعب كرة قدم ياباني
- 7 أبريل - يوكي إيكاري، لاعب كرة قدم ياباني
- 9 أبريل - ياسوأكي أوكاموتو، لاعب كرة قدم ياباني
- 10 أبريل - شوجي فوجيموتو، لاعب كرة قدم ياباني
- 10 أبريل - غينكي أوتا، لاعب كرة قدم ياباني
- 11 أبريل - تاكاشي سويجيما، لاعب كرة قدم ياباني
- 12 أبريل - يويا يامادا، لاعب كرة قدم ياباني
- 14 أبريل - تاكانوري ماينو، لاعب كرة قدم ياباني
- 14 أبريل - تاكاهيرو أوشيما، لاعب كرة قدم ياباني
- 15 أبريل - يوجي ميتو، لاعب كرة قدم ياباني
- 15 أبريل - مانامي نوماكورا، ممثلة ومؤدية أصوات يابانية
- 15 أبريل - إيلي مايداي، عارضة أزياء كندية
- 16 أبريل - يوسيإي أوغاساوارا، لاعب كرة قدم ياباني
- 18 أبريل - كين إيواو، لاعب كرة قدم ياباني
- 18 أبريل - هيروكي أوكا، لاعب كرة قدم ياباني
- 19 أبريل - ناويا وغانه، لاعب كرة قدم ياباني
- 19 أبريل - لولوة الملا، ممثلة كويتية
- 19 أبريل - شيري عادل، ممثلة مصرية
- 19 أبريل - هارونا كوجيما، ممثلة ومغنية يابانية
- 23 أبريل - ساكي ياناسي، عارضة إغراء يابانية
- 24 أبريل - كازنوري يوشيموتو، لاعب كرة قدم ياباني
- 28 أبريل - ريوسوكي ناكاجيما، لاعب كرة قدم ياباني
- 29 أبريل - تاإيشي كوياما، لاعب كرة قدم ياباني
- 29 أبريل - شينساكو ماتشيدامي، لاعب كرة قدم ياباني
- 30 أبريل - كاتسوهيكو سانو، لاعب كرة قدم ياباني

### مايو
- 1 مايو - هاني الطيار، لاعب كرة قدم سوري
- 2 مايو - بايل (مطربة)، مطربة ومغنية يابانية
- 11 مايو - توا يوكيناري، ممثلة ومؤدية أصوات يابانية
- 12 مايو - محمد صفر، ممثل كويتي
- 14 مايو - باميلا الكيك، ممثلة لبنانية
- 23 مايو - محمد رمضان (ممثل)، ممثل مصري
- 25 مايو - سالي بسمة، ممثلة لبنانية
- 27 مايو - أياكا سوا، ممثلة ومؤدية أصوات يابانية
- 29 مايو - معاذ الكساسبة، طيار أردني

### يونيو
- 7 يونيو - جوري كيمورا، ممثلة ومؤدية أصوات يابانية
- 20 يونيو - ماي جي، مغنية بوب يابانية
- 22 يونيو - ميلياه كاتو، مغنية بوب يابانية
- 26 يونيو - دانا مارديني، ممثلة سورية
- 26 يونيو - رؤى الصبان، ممثلة ومذيعة أردنية
- 28 يونيو - يوي كوندو، ممثلة ومؤدية أصوات يابانية

### يوليو
- 11 يوليو - يوكا إيغوتشي، ممثلة ومؤدية أصوات يابانية
- 12 يوليو - ريسا تاندا، ممثلة ومؤدية أصوات يابانية
- 16 يوليو - فهد جمال ناصر العازمي، شاعر وملحن واستاذ موسيقي كويتي.
- 28 يوليو - هبة مجدي، ممثلة مصرية

### أغسطس
- 3 أغسطس - تاج حيدر، ممثلة سورية
- 9 أغسطس - نوزومي ياماموتو، ممثلة ومؤدية أصوات يابانية
- 27 أغسطس - وسام فارس، ممثل لبناني

### سبتمبر
- 4 سبتمبر - ريما سلوم، ممثلة سورية
- 6 سبتمبر - راي فوجيتا، مغني وممثل ياباني
- 9 سبتمبر - أي كاكوما، ممثلة ومؤدية أصوات يابانية
- 14 سبتمبر - شيزوكا إيشيغامي، ممثلة ومؤدية أصوات يابانية
- 16 سبتمبر - مريم حسين، ممثلة مغربية من أصل عراقي
- 23 سبتمبر - سهر أبو شروف، مغنية ومطربة سورية
- 25 سبتمبر - ماريا إيسي، ممثلة ومؤدية أصوات يابانية
- 25 سبتمبر - ناصيف زيتون، مغني سوري

### أكتوبر
- 6 أكتوبر - ماكي هوريكيتا، ممثلة يابانية
- 10 أكتوبر - مي عمر، ممثلة مصرية
- 17 أكتوبر - شهد بلان، إعلامية ومذيعة سورية
- 19 أكتوبر - جونيا إينوكي، ممثل ومؤدي أصوات ياباني
- 20 أكتوبر - ريسا نيغاكي، ممثلة ومؤدية أصوات يابانية
- 25 أكتوبر - علي صطوف، ممثل سوري
- 25 أكتوبر - نهى عابدين، ممثلة مصرية
- 26 أكتوبر - أمينة خليل، ممثلة مصرية
- 27 أكتوبر - جوري ناغاتسوما، مطربة ومؤدية أصوات يابانية

### نوفمبر
- 5 نوفمبر - سايوري هارا، ممثلة ومؤدية أصوات يابانية
- 11 نوفمبر - ميكاكو كوماتسو، ممثلة ومؤدية أصوات يابانية
- 12 نوفمبر - هاروكا، مغنية يابانية
- 18 نوفمبر - ريبال الخضري، مغني سوري
- 19 نوفمبر - لمى الشمندي، ممثلة ومدبلجة سورية

### ديسمبر
- 1 ديسمبر - رامز أمير، ممثل مصري
- 6 ديسمبر - نوبوناغا شيمازاكي، ممثل ومؤدي أصوات ياباني
- 6 ديسمبر - يزن خليل، ممثل سوري
- 14 ديسمبر - أيومو موراسي، ممثل ومؤدي أصوات ياباني
- 17 ديسمبر - غالية الكاشف، ممثلة سورية
- 17 ديسمبر - رين تاكاناشي، ممثلة ومؤدية أصوات يابانية
- 23 ديسمبر - إيري كامي، ممثلة ومغنية يابانية
- 27 ديسمبر أوك تايك يون، مغني وممثل ورائد أعمال كوري جنوبي

## وفيات
- أناتولي ماسليونكن
- أندريه كورنان
- أنيس عبيد
- أودا شيفر
- أوليفر هاسنكامب
- أيزيدور اسحق رابي
- إرنست روسكا
- عبد الباسط عبد العليم حجاب
- الفرجاني بالحاج عمار
- الملكة فريدة
- اينزو فيراري
- برانكو زيبيتش
- بيار بوشارل
- بييترو أركاري
- تاكيو ميكي
- تشيت بيكر
- تقي الدين الصلح
- توفيق يوسف عواد
- جابر رزق الفولي
- جاكي ميلبورن
- جورج حاتم
- حبيب علي الراوي
- حسن الإمام
- حسن الصوفي
- خليل الوزير
- دون ريفي
- رشاد الشوا
- روزا أوسليندر
- ريتشارد فاينمان
- شون ماكبرايد
- صلاح مخيمر
- طلعت يعقوب
- عامر السيد عثمان
- عبد السلام هارون
- عبد المحسن فائق
- عزيز سوريال عطية
- عمار فرحات
- غيرهارد مينين ويليامز
- فتحي رضوان
- فريال كريم
- فضل الرحمن
- فيرنون والاس طومسون
- فيكتور هيربيرت تايت
- فيلي كولو
- كريستينا أوناسيس
- كورت غورغ كيزنغر
- لويس ألفاريز
- لويس براغان
- محمد القبانجي
- محمود حماد
- مصطفى عبد الله بعيو
- ملدريد جيلرز
- مناحيم سفيدور
- ميخائيل نعيمة
- هيلموت رايمان
- محمد خليفة التونسي

### أبريل
- 16 أبريل - عبد السلام هارون، مؤرخ مصري.
- 18 أبريل -انتونين بوس لاعب كرة قدم تشيكوسلوفاكي

### مايو
- 18 مايو : داوس بتلر،ممثل صوتي أمريكي.

### نوفمبر
- 26 نوفمبر : محمد بن عبد العزيز آل سعود، رئيس مجلس العائلة المالكة السعودية، سابقاً.
- 30 نوفمبر - عبد الباسط عبد الصمد، قارئ مصري.

### ديسمبر
- 26 ديسمبر - أوتو زدانسكي، عالم نمساوي.

## جوائز عالمية

### جائزة نوبل
- في الفيزياء – الأمريكان ليون ليدرمان وملفن شفارتز وجاك شتاينبرجر.
- في الكيمياء – بين الألمان يوهان دايزنهوفر وروبرت هوبر وهارتموت ميشيل.
- في الطب – بين البريطاني جيمس بلاك والأمريكيين جرترود إليون وجورج هتشنغز.
- في الأدب – المصري نجيب محفوظ.
- في السلام – قوات حفظ السلام.
- في الاقتصاد – الفرنسي موريس آلياس.

### جائزة الملك فيصل العالمية
- في خدمة الإسلام – الفلبيني أحمد دوموكاو ألونتو.
- في الدراسات الإسلامية – مناصفة بين المصري محمد قطب والتركي مقداد يالجن.
- في اللغة العربية والأدب – مناصفة بين المصري محمود يوسف مكي والمغربي محمد بن شريفة.
- في الطب – مناصفة بين الأمريكية جانيت راولي والبريطاني ملفن جريفز.
- في العلوم – مناصفة بين البريطاني ريكاردو ميليديو الفرنسي بيير شامبون.